# Scottish Opera
Scottish Opera är Skottlands nationella operahus, grundat 1962 med säte i Glasgow.
Scottish Opera grundades 1962 av Sir Alexander Gibson och hade först ingen fast egen scen, men spelade ofta på King's Theatre i Glasgow, så även med den första uppsättningen, Madama Butterfly av Giacomo Puccini. 1974 kunde man köpa den anrika Theatre Royal i Glasgow, Skottlands äldsta kvarvarande teaterbyggnad, som man efter ombyggnader flyttade in i 1975 tillsammans med Scottish Ballet och det har sedan dess varit deras operahus. Därutöver turnerar man årligen runt till ett stort antal större och mindre scener runt Skottland och gästspelar även i övriga Storbritannien och utomlands. 1980 fick man en egen fast operaorkester. Repertoaren består av både klassiska verk och nyskrivna, såsom världspremiären på James MacMillans Ines de Castro (1996). Redan 1971 satte man upp Richard Wagners Nibelungens ring på King's Theatre, något man upprepade och vann pris för 2003 på Edinburgh International Festival, där de ofta medverkar. Denna stora satsning bidrog dock till att förvärra växande ekonomiska problem, vilket framtvingade stora nedskärningar i personalstyrka och verksamhet det första decenniet av 2000-talet.